# Maison de la famille Raičević à Družetići
La maison de la famille Raičević à Družetići (en serbe cyrillique : Кућа породице Раичевић у Дружетићима ; en serbe latin : Kuća porodice Raičević u Družetićima) se trouve à Družetići, dans la municipalité de Gornji Milanovac et dans le district de Moravica, en Serbie. Elle est inscrite sur la liste des monuments culturels protégés de la république de Serbie (identifiant no SK 506),,.

## Présentation
La maison, située dans le hameau de Planina, a été construite en 1861 pour Arsenije Raičević, qui était membre de l'Assemblée nationale de la principauté de Serbie. Le député voulait en faire une maison familiale et il a voulu que l'édifice diffère des autres maisons rurales ; de ce fait, tout en suivant les habitudes de construction de l'époque, elle a subi des changements par rapport au type général des maisons individuelles, en raison des besoins imposés par la nouvelle position sociale du propriétaire.
La maison a été construite sur un terrain accidenté, avec un sous-sol et des fondations en pierre et un rez-de-chaussée en briques. Le toit à quatre pans est recouvert de tuiles et il est surmonté d'une cheminée massive en briques.
La décoration met particulièrement en valeur l'arche de la porte du sous-sol, sur laquelle sont représentés un oiseau et une grappe de raisin ainsi qu'une rosace aux initiales chrétiennes.

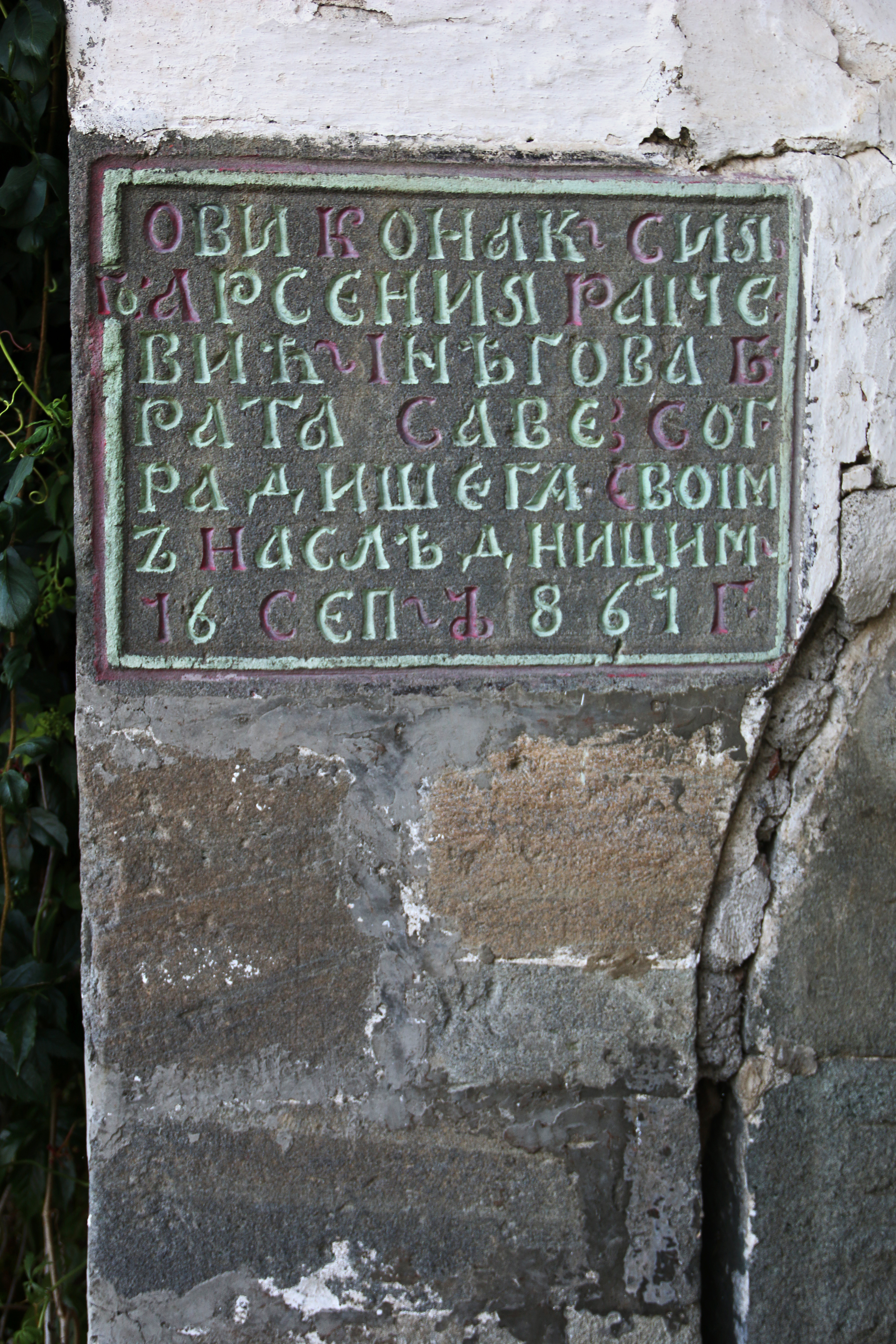
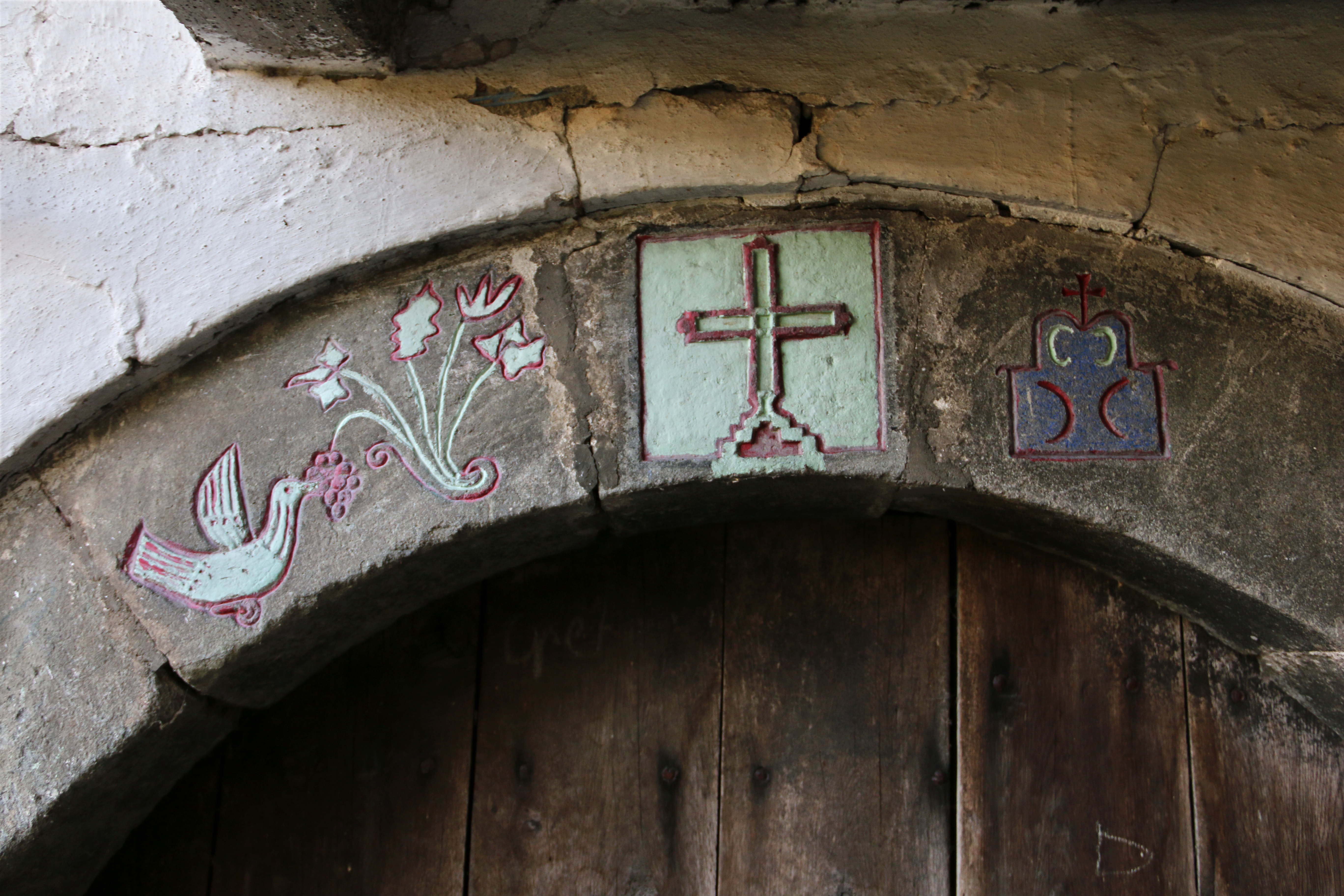
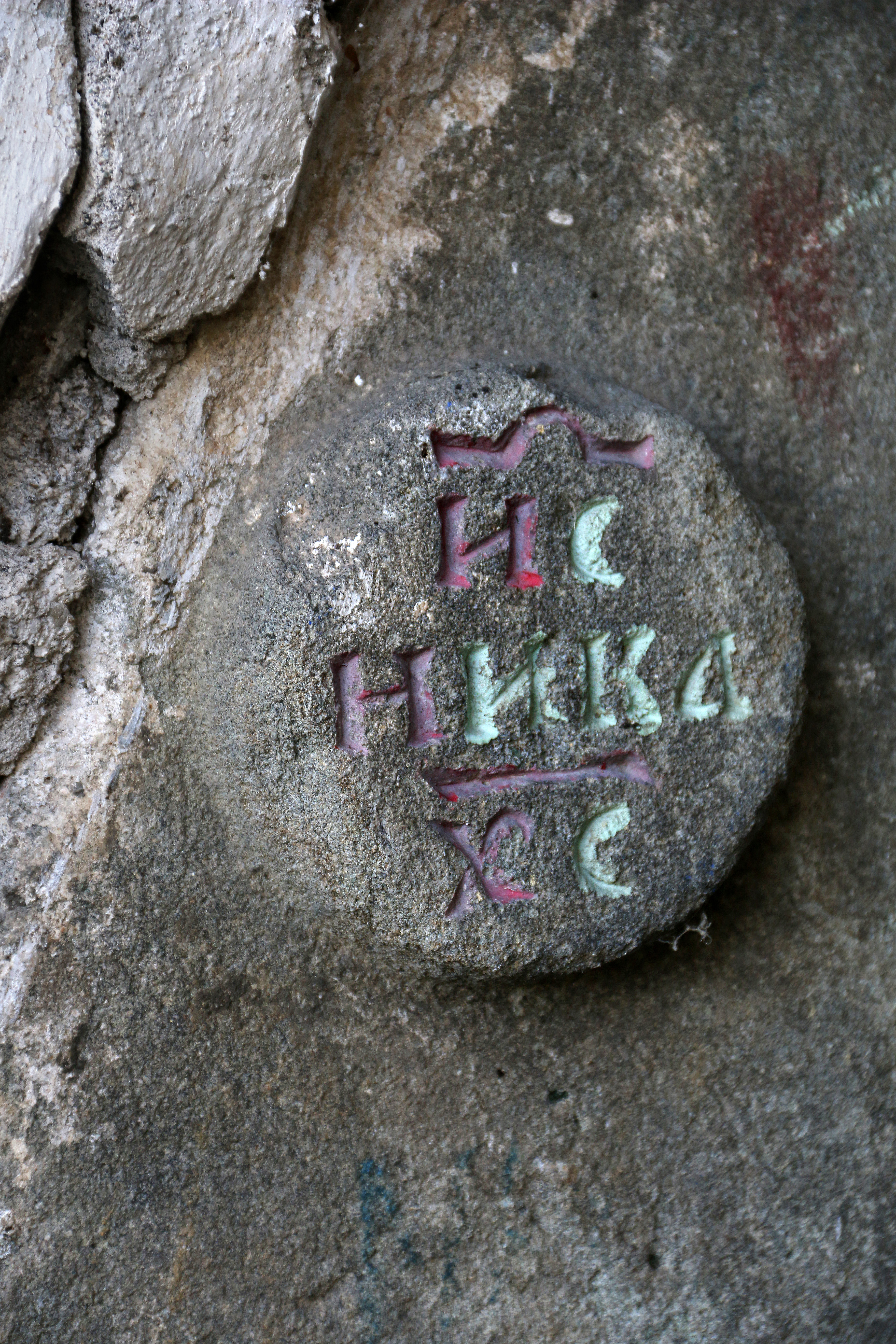